# Мормано
Морма̀но (на италиански: Mormanno, на местен диалект Murmànnu, Мурману) е малко градче и община в Южна Италия, провинция Козенца, регион Калабрия. Разположено е на 850 m надморска височина. Населението на общината е 3186 души (към 2012 г.).